# William Mennesson
Pour les articles homonymes, voir Mennesson.
William Mennesson né le 13 mai 1994 est un triathlète français, vainqueur de l’Embrunman et du Ventouxman en 2019.

## Biographie

### Jeunesse
Originaire des Mesnuls dans les Yvelines, William Mennesson a découvert le triathlon à l'âge de 17 ans dans le cadre du sport au lycée de La Queue-lez-Yvelines après avoir pratiqué le Volley-ball en U17 National 3. Après des années d’études supérieures à l'Université Paris-Dauphine, William se met bien plus sérieusement à s'entraîner dès son départ en Erasmus à Oxford en Angleterre.

### Carrière en triathlon
William Mennesson remporte trois fois le triathlon de Deauville. Il remporte en 2019, l'Embrunman, sur lequel il parcourt les 3,8 km de natation en 50 min 59 s puis les 188 km de vélo en 5 h 46 min 48 s avant de terminer le marathon en 3 h 6 min 43 s. La même année, il remporte le Ventouxman trente-sept secondes devant l'Espagnol Joan Riviera Brufau.

### Vie privée
William partage sa vie avec  Charlène Camin,.  Il vit à Nice et travaille à Monaco comme Business Intelligence Manager dans une entreprise de billetterie en ligne pour les sports mécaniques.

## Palmarès triathlon
Le tableau présente les résultats les plus significatifs (podium) obtenus sur le circuit national et international de triathlon depuis 2019.
| Année | Compétition                                         | Pays    | Position           | Temps           |
| ----- | --------------------------------------------------- | ------- | ------------------ | --------------- |
| 2022  | Ironman France                                      | France  | Médaille d'argent  | 8 h 27 min 34 s |
| 2022  | Ironman 70.3 Majorque                               | Espagne | Médaille d'or      | 3 h 57 min 55 s |
| 2021  | Championnats de France de triathlon longue distance | France  | Médaille de bronze | 4 h 47 min 4 s  |
| 2021  | TriGames Cagnes-Sur-Mer                             | France  | Médaille de bronze | 4 h 11 min 7 s  |
| 2019  | Embrunman                                           | France  | Médaille d'or      | 9 h 48 min 6 s  |
| 2019  | Ventouxman                                          | France  | Médaille d'or      | 5 h 2 min 40 s  |